# Herman Czerniakow
Herman Czerniakow (ur. około 1860 w Warszawie, zm. 1 października 1908 w Łodzi) – właściciel drukarni w Łodzi.
Po uzyskaniu 8 lutego 1905 pozwolenia na uruchomienie drukarni w Łodzi przy ul. Piotrkowskiej 107. Po ponownym otrzymaniu koncesji 19 lutego 1907 dopiero 1 listopada 1907 rozpoczął działalność, ale przy ul. Południowej (obecnie ul. Rewolucji 1905 r.) 20. Protokoły inspekcji Starszego Inspektora Fabrycznego (SIF) za lata 1907 – 1910 zawierają szczegółowe dane o działalności. Zatrudniał wtedy od 8 do 12 robotników, z których połowę stanowili młodociani. Wypłacał robotnikom od 1000 do 2000 rubli rocznie. Sam zarządzał swoją firmą, a majstrowi i urzędnikowi prowadzącemu rachunki wypłacał 200 – 300 rubli rocznie. Dr Maurycy Krotowski (ur. 1874 – zm. po 1930) za sprawowanie opieki lekarskiej nad pracownikami otrzymywał 50 rubli rocznie. Odpierając zarzuty inspektora w 1907, że nadmiernie eksploatuje robotników odpowiadał: „we wszystkich typografiach Łodzi praktykuje się dzień pracy od 8 rano z przerwą jednogodzinną od 13.30 z końcem o 18.30”. Drukarnia była wyposażona w dwie maszyny typograficzne, prasę litograficzną i dziurkarkę. Protokoły zawierają także informacje o rodzaju i wielkości produkcji. W latach 1907–1908 z własnych materiałów drukarza wykonano 100 000 sztuk opakowań wartych 1000 rubli, 150 000 etykiet wartych 1500 rubli. Po jego śmierci w 1908, firmą zarządzała wdowa Anna, starając się już od 14 października 1908 (czyli 10 dni po jego zgonie) o uzyskanie koncesji na swoje imię. W podaniu pisała, że posiada majątek w wysokości 5000 rubli i wyposażenie drukarni. W 1911 przeniosła drukarnię do lokalu przy ul. Południowej 26. Oprócz akcydensów wykonano w drukarni trzy druki w 1908, 1911 i 1914. W 1915 rekwizycja maszyn i metali przez Niemców była prawdopodobnie powodem likwidacji drukarni „H. Czerniakow i S -ka".